# Université Tokyo Gakugei
L'Université Tōkyō Gakugei (東京学芸大学, Tōkyō gakugei daigaku, Université des arts libéraux de Tōkyō), souvent abrégé en Gakugeidai (学芸大) par les étudiants de classe préparatoire (rōnin) ou plus simplement en Gakudai (学大) par ses élèves et son personnel, est une université nationale situé dans la ville de Koganei, dans la banlieue de Tōkyō. Elle a été fondée en 1949 lors de la fusion de quatre des plus importantes institutions de formation de professeurs de Tōkyō : les écoles normales 1, 2 et 3 de Tōkyō (東京第（一,二,三）師範学校, Tōkyō Dai-(ichi, ni, san) Shihan Gakkō) et l’école normale pour jeunes hommes de Tōkyō (東京青年師範学校, Tōkyō Seinen Shihan Gakkō). La plus vieille de ces institutions, l’école normale 1 de Tōkyō avait été fondée en 1873.
Elle a un métier unique : la faculté de pédagogie. Elle a longtemps été célèbre pour la formation de professeurs, produisant quantité de professeurs d'école, des écoles primaires aux lycées. Bien qu'elle n'ait qu'une seule faculté, elle a de nombreux départements et couvre ainsi de nombreux champs des sciences.

## Histoire
À partir de 1954 sont proposés les cours d’arts libéraux (学芸専攻科, Gakugei Senkōka). Dès 1966 sont proposés des cycles supérieurs. Le cours d’arts libéraux prend alors le nom de cours d’éducation (教育専攻科, Kyōiku Senkōka). En 1973 sont proposés des cycles spéciaux d’éducation (特殊教育特別専攻科, Tokushu Kyōiku Tokubetsu Senkōka). Depuis 1996 sont proposés des cycles de doctorat (大学院連合学校教育研究科, Daigakuin Rengō Gakkō Kyōiku Kenkyūka), ou plus simplement Hakase Katei (博士課程) dans le domaine de l’éducation où la Tōkyō Gakugei est présentée en tant qu’institution principale d’une coalition comprenant l’université de Chiba, l’université de Saitama et l’université nationale de Yokohama. Les contributions de la Tōkyō Gakugei sont particulièrement reconnues dans les domaines de l’apprentissage du japonais, de l’art, de la musique et de l’éducation internationale ; domaines dans lesquels ses cours sont parmi les meilleurs du Japon.
Ces dernières années, la Tōkyō Gakugei a développé des programmes innovants pour mieux répondre aux besoins des professeurs, en proposant notamment des cours du soir et des sessions courtes. En outre, l’université abrite quelques centres de recherche nationaux dans le domaine de l’éducation. Son campus est situé dans un quartier attrayant, à 20 min du centre-ville de Tōkyō par train express, et elle entretient un certain nombre d’écoles publiques qui lui sont rattachées dans divers quartiers de la banlieue de Tōkyō, ce qui lui permet de fournir des programmes d'enseignement novateurs dans l’élémentaire, le secondaire et l’éducation spécialisée.

## Départements de la faculté
- Cours A : Le département de la formation de professeur d'école primaire
- Cours B : Le département de la formation de professeur de lycée
- Cours C : Le département de la formation de professeur d'école spécialisée
- Cours L : Le département d'étude de la longévité
- Cours N : Le département d'étude d'assistance sociale
- Cours K : Le département de l'Arrangement et de l'éducation internationale
- Cours F : Le département d'Écologie
- Cours J : Le département d'étude de l'information
- Cours G : Le département de l'art et des études culturelles.